# غواصة يو-163
كانت الغواصة يو-163 واحدة من 329 غواصة خدمت في البحرية الإمبراطورية الألمانية خلال الحرب العالمية الأولى.